# Козицыно (Кировская область)
Козицыно — деревня в Верхнекамском районе Кировской области России. Входит в состав Лойнского сельского поселения. Код ОКАТО — 33207828009.

## География
Деревня находится на северо-востоке Кировской области, в северной части Верхнекамского района. Абсолютная высота — 207 метров над уровнем моря.
Расстояние до районного центра (города Кирс) — 65 км.

## Население
По данным Первой Ревизии (1722-1727 гг) в деревне насчитывалось 19 душ мужского пола.
По данным Второй Ревизии (1748 год) в деревне насчитывалось 19 душ мужского пола.
В "Списке населенных мест Вятской губернии 1859-1873гг" указано 117 жителей (53 мужчины, 64 женщины), 12 дворов.
Согласно "Книге Вятских родов" В.А.Старостина в деревне Козицыно в 1891 году жило 46 жителей обоего пола (6 семей) Основные промыслы: подёнщик, заводской рабочий.
В "Списке населенных мест Вятской губернии по переписи 1926 года" в деревне указан 101 житель (54 мужчины, 47 женщин), 16 хозяйств.
По данным Всероссийской переписи, в 2010 году численность населения деревни составляла 5 человек (3 мужчины и 2 женщины).